# Full-spectrum dominance
Con full-spectrum dominance (traducibile in italiano in "dominio sull'intero spettro") si intende un concetto militare delle forze armate statunitensi alla base di una teoria secondo cui la vera superiorità militare, quindi la vittoria in battaglia, può essere raggiunta solo se l'intero strumento militare ottiene il controllo generale e simultaneo di tutto lo spettro del campo di battaglia, cioè in aggiunta ai tre classici livelli del Land warfare (terra), Sea warfare (mare) e del Air warfare (cielo) consegue il contemporaneo controllo dello spazio extratmosferico, dello spettro elettromagnetico attraverso la guerra elettronica, e la guerra cibernetica, attraverso il controllo dei canali di flusso dell'informazione. Per conseguire un simile livello di controllo, secondo tale dottrina, è necessario un appropriato utilizzo delle risorse e dei mezzi, oltre allo sviluppo di nuove tecnologia da utilizzare in combattimento, in modo da mantenere sempre una superiorità tecnologica sull'avversario. Il conseguimento di tale controllo, impedendo al nemico di poter disporre liberamente dello spazio di battaglia, in quanto vincolato, ne degrada notevolmente le capacità di combattimento e ne riduce, quindi, ne riduce le capacità operative e la possibilità di conseguire obiettivi strategici utili.

## Dottrina militare statunitense
La dottrina militare degli Stati Uniti contempla la possibilità strategica che tali capacità siano raggiungibili, in un determinato conflitto, dalle sole forze armate nazionali, o con gli alleati, in modo da sconfiggere qualsiasi avversario e controllare ogni situazione in tutta la gamma di operazioni militari.

Questo progetto implica significativi investimenti nel settore della difesa, non solo nelle capacità, ma in una vasta gamma di ambiti come il conseguimento di capacità di manovra dominante, un'accurata gestione dei costi, principalmente nella logistica, e la protezione in tutto lo spettro operativo. Solo se tutte queste condizioni saranno soddisfatte, si potrà procedere ad attuare tale programma, come indicato nella "Joint Vision 2020" del Joint Chiefs of Staff, in modo da conseguire l'egemonia su tutto lo spettro delle operazioni.

## Critiche
Già nel 2005, l'attuabilità della full-spectrum dominance come una dottrina strategica pratica e non meramente teorica è stata respinta dal professor Philip Taylor dell'Università di Leeds, consulente speciale del governo statunitense e di quello britannico per le operazioni psicologiche, la propaganda e la diplomazia:
(Professor Philip Taylor)
Nello stesso anno, una critica al programma fu espressa anche da Harold Pinter, durante il discorso di accettazione del Premio Nobel.
(Harold Pinter nel discorso di accettazione del Premio Nobel per la letteratura del 2005)